# Chipmunk soul
La Chipmunk soul est un genre musical tiré du hip-hop qui utilise des samples vocaux accélérés et qui a émergé dans les années 2000. Les premiers utilisateurs de ce style sont Just Blaze, RZA et Kanye West,,.
Le nom chipmunk fait référence à Alvin et les Chipmunks, un groupe musical des années 1960 qui utilisait des enregistrements vocaux accélérés. Bien que le style soit né de l'échantillonnage d'enregistrements de musique soul, le terme « chipmunk soul » inclut désormais l'utilisation d'échantillons d'autres genres musicaux, notamment le reggae, le rock et les musiques du monde.